# Martin Carl Hansen
Martin Carl Hansen, kaldet Martin Hansen (født 28. oktober 1869 i Skafterup, død 7. august 1927 på Smakkebækgård) var en dansk husmand og politiker. Han sad i Folketinget for Venstre fra 1910 til sin død i 1927.
Hansen blev født i Skafterup i Fyrendal Sogn mellem Skælskør og Næstved i 1869 som søn af husmand Peter Hansen. Han kom som 8-årig ud og tjene og hjalp senere til på sin fars husmandsbrug. I 1892-1893 og 1898-1899 var han elev på Høng Højskole. I 1898-1899 gik han desuden på den tilknyttede landbrugsskole. Han har også gået på aftenskole. Hansen havde et husmandsbrug i Kvislemark-Fyrendal Sognekommune fra år 1900 til sin død.
Han var medlem af sognerådet fra 1904 til 1909 og af menighedsrådet fra 1903 til 1910. Han sad i skolekommissionen fra 1904 til 1907. Hansen var formand for Fyrendal Sogns afholdsforening i flere år og var medlem af hovedbestyrelsen for Danmarks Afholdsforening fra 1922. Han var medlem af den anden Ædruelighedskommission.
Hansen blev valgt til Folketinget for Venstre i Fuglebjergkredsen ved folketingsvalget i 1910 og siden genvalgt resten af hans liv. Da Fuglebjergkredsen blev nedlagt i 1918, blev han i stedet valgt i Sorøkredsen, og fra 1920 i Sorø Amtskreds. Hansen var medlem af Folketingets Finansudvalg fra 1920 og dets formand fra 1926. Han var medlem af Overskyldrådet fra 1919.
Hansen døde på Smakkebækgård ved Hammer syd for Næstved 7. august 1927.
Niels E. Arnth-Jensen overtog hans plads i Folketinget.